# Emleben
Emleben ist eine Gemeinde im Zentrum des thüringischen Landkreises Gotha. Erfüllende Gemeinde für Emleben ist die Landgemeinde Georgenthal.

## Geografische Lage und Verkehrsanbindung
Der Ort liegt 2,3 km südlich von Uelleben, 2,5 km westlich von Schwabhausen und 3,6 km nördlich von Petriroda. Über die Bundesstraße 247, die durch das nahe Schwabhausen führt, ist die Bundesautobahn 4, AS Gotha/Schwabhausen, in wenigen Minuten zu erreichen. Emleben verfügt über einen Bahnhof an der Ohratalbahn, deren Personenverkehr allerdings am 11. Dezember 2011 eingestellt wurde.

## Gemeindegliederung
Zu Emleben gehört der Ortsteil Wannigsroda.

## Geschichte
Zu Emleben gehört der Ortsteil Wannigsroda, vor der Reformation ein Eigenkloster der Grafen von Gleichen. Durch Emleben verläuft ein Abschnitt des Leinakanals, der in der Ortsmitte den „Kleinen Leinakanal“ aufnimmt.

### Frühgeschichte bis Neuzeit
Als eine Urkunde aus dem Jahre 1006 gefunden wurde, konnte das Bestehen des Ortes "Imli" zu dieser Zeit bestätigt werden. Die Erwähnung auf einer noch älteren Urkunde konnte jedoch nicht bewiesen werden. Ursprünglich war Emleben ein landwirtschaftlich geprägtes Dorf. Die Wassersysteme von Flößgraben, Leinakanal und ihren Zuflüssen geben dem Ort seine spezielle Note und spiegeln sich im Wappen wider. Landwirtschaftliche Produktion war der Haupterwerbszweig bis ins 20. Jahrhundert hinein. Emleben gehörte bis Mitte des 19. Jahrhunderts zur oberen Grafschaft Gleichen im Herzogtum Sachsen-Gotha-Altenburg und danach zum Landratsamt Ohrdruf im Herzogtum Sachsen-Coburg und Gotha.

### Zeit nach der Wiedervereinigung
Im Ort entwickelte sich nach 1990 ein gut etabliertes Gewerbegebiet, begünstigt durch die gute Verkehrsanbindung. Der aus hoch aufragenden Lagergebäuden bestehende Logistik-Standort gilt als Landmarke. Im Juli 2006 feierte die Gemeinde Emleben ihr 1000-jähriges Bestehen, nachdem die Gründungsurkunde gefunden worden war.

### Einwohnerentwicklung
Entwicklung der Einwohnerzahl (31. Dezember):
| - 1994 – 778 - 1995 – 800 - 1996 – 804 - 1997 – 808 - 1998 – 808 - 1999 – 814 | - 2000 – 806 - 2001 – 807 - 2002 – 783 - 2003 – 795 - 2004 – 803 - 2005 – 805 | - 2006 – 814 - 2007 – 819 - 2008 – 756 - 2009 – 759 - 2010 – 762 - 2011 – 758 | - 2012 – 750 - 2013 – 738 - 2014 – 747 - 2015 – 731 - 2016 – 715 - 2017 – 718 | - 2018 – 698 - 2019 – 709 - 2020 – 691 - 2021 – 676 - 2022 – 677 |

Datenquelle: Thüringer Landesamt für Statistik

## Sehenswürdigkeiten

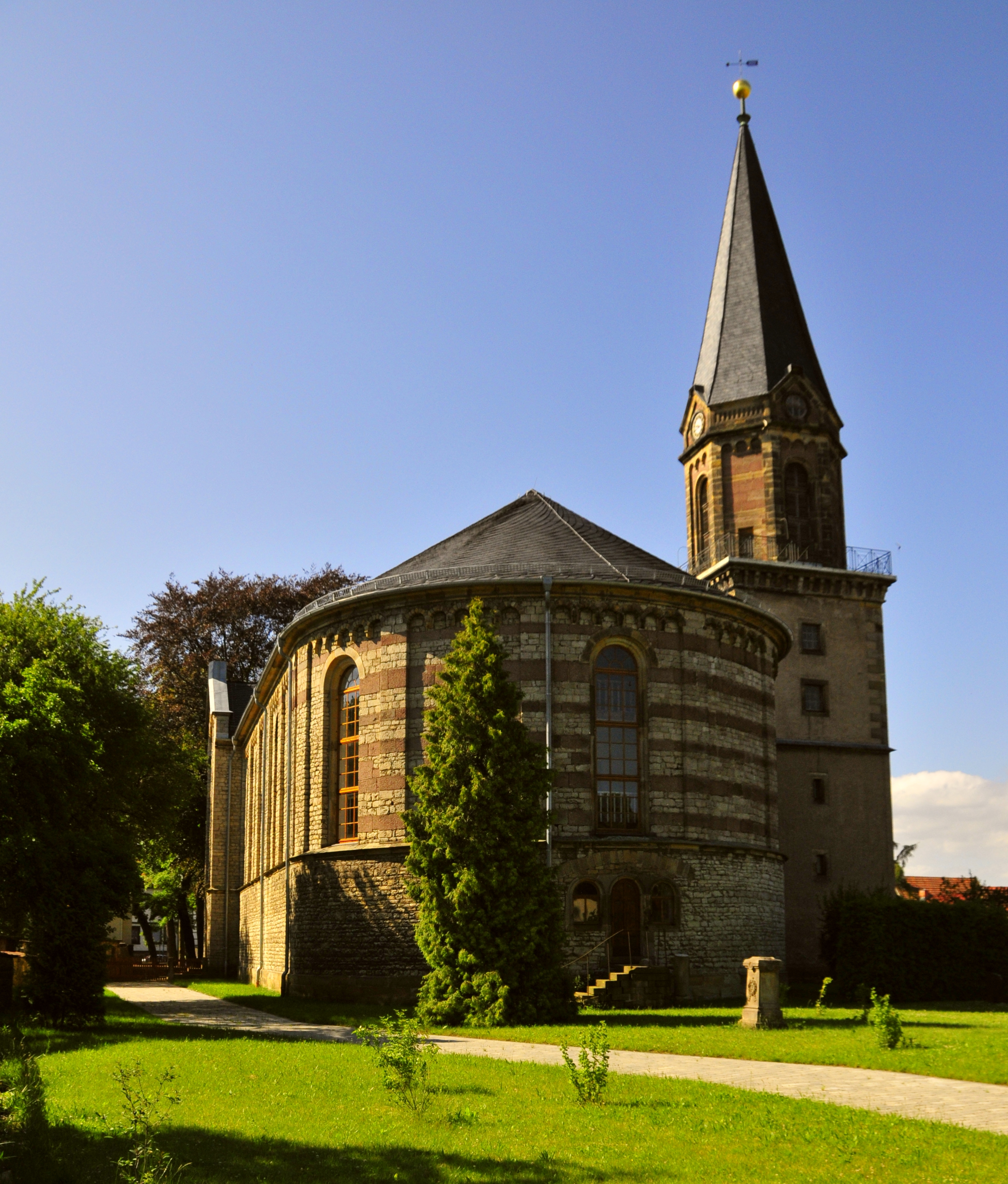
St.-Bonifatius-Kirche in Emleben

Vom 1443 entstandenen Vorgängerbau der Dorfkirche St. Bonifatius stammt der Turm mit Kreuzgratgewölbe. Das um 1870 erneuerte Kirchenschiff ist ein Saalbau im neoromanischen Baustil. Im Inneren wurde eine Doppelempore eingebaut

## Wappen
Blasonierung: „In Blau eine wachsende goldene Frau, in der Rechten eine goldene Waidpflanze emporhaltend, die Linke auf die Hüfte gestützt; im rechten silbernen Schrägeck drei blaue schrägrechte Wellenfäden.“

## Persönlichkeiten
- Walter Blankenburg (* 31. Juli 1903 in Emleben; † 10. März 1986 in Schlüchtern), evangelischer Pfarrer, Kirchenmusikdirektor und Musikwissenschaftler
- Gerald Hüther (* 15. Februar 1951 in Emleben), Neurologe und Leiter der Abteilung für neurobiologische Grundlagenforschung an der Psychiatrischen Klinik der Universität Göttingen
- Gabriele Stötzer (* 14. April 1953 in Emleben, 1973–1979 verheiratet als Gabriele Kachold), Schriftstellerin und Künstlerin